# Gerolsbach
Gerolsbach är en kommun och ort i Landkreis Pfaffenhofen an der Ilm i Regierungsbezirk Oberbayern i förbundslandet Bayern i Tyskland.